# 深圳国际大学园
深圳国际大學园，位於中国广东省深圳市龙岗区大运深港国际科教城，占地2.66平方公里，选址原为2011年深圳大运会修建的大运村、体育馆以及配套文化园，后相继拆除改建，现时大学园内共有4所高校。

## 历史
深圳国际大学园的历史始于深圳市政府2006年发布的《深圳市近期建设规划(2006-2010)》，其中提出了建设四大新城之一的大运新城（其他三个为光明新城、龙华新城、坪山新城），规划为集中教育机构及大型体育设施的体育新城，直接目的是服务2011年举行的深圳大运会。深圳大运会结束后，深圳信息职业技术学院从罗湖搬入原深圳大运村办学。
2013年，深圳市大学城二期开始选址，龙岗区政府积极推荐大运新城。2014年，政府在大运新城教育片区的基础上成立深圳国际大学园，随后香港中文大学（深圳）、深圳北理莫斯科大学相继建成。2020年，筹建中的深圳音乐学院选址在深圳国际大学园内。2023年，深圳市政府发布文件，将以深圳国际大学园为核心打造市级重点区域“大运深港国际科教城”。

## 教育及科研机构

### 高等院校
- 深圳信息职业技术大学（2011年落成）
- 香港中文大學（深圳）（2014年落成）
- 深圳北理莫斯科大学（2019年落成）

建设中：
- 香港中文大學（深圳）音乐学院（预计2025年落成）
- 香港中文大學（深圳）医学院（预计2026年落成）

### 其他
- 院士科研中心

## 周边设施
备注：龙岗区体育中心部分场馆被拆除并规划异地重建，以配合深圳音乐学院、香港中文大学（深圳）医学院的选址建设。
- 深圳大运中心
- 全民健身中心（建设中）
- 深圳大运音乐厅（建设中）
- 丰隆深港科技园
- 深圳广播电影电视集团龙岗广播电视中心
- 深圳市体育运动学校
- 华中师范大学龙岗附属中学
- 华南师范大学附属龙岗大运学校
- 龙岗Coco park
- 北京中医药大学深圳医院

## 交通

### 公路
- 水官高速公路
- 龙翔大道
- 龙岗大道

### 地铁
- █深圳地铁3号线：大运站
- █深圳地铁16号线：大运中心站
- █深圳地铁21号线：大运大学城站（规划建设中）

## 图集
- 香港中文大学（深圳）
- 深圳北理莫斯科大学
- 深圳信息职业技术大学
- 正在建设中的深圳音乐学院永久校区